# Arnela Odžaković
Arnela Odžaković (ur. 5 września 1983 w Trebinju) – bośniacka karateka.

## Życiorys
Urodziła się 5 września 1983 roku w Trebinju. W wieku ośmiu lat zaczęła trenować karate. Lata wojenne (1992–1995) spędziła w oblężonym Goražde, przez co miała czteroletnią przerwę od uprawiania sportu. W 1996 roku przeprowadziła się do Sarajewa, gdzie została członkiem klubu karate „Sensei” prowadzonym przez trenerkę Meritę Tirić-Čampar. W 2000 roku dołączyła do klubu karate Bushido.
Ukończyła średnią szkołę medyczną w Sarajewie oraz Wydział Sportu i Wychowania Fizycznego na Uniwersytecie w Sarajewie.
W 2008/2009? doznała kontuzji pleców, w efekcie przez pół roku nie brała udziału w zawodach ani w treningach. Pierwsze zawody, w jakich wzięła udział, po kontuzji to Igrzyska Śródziemnomorskie w Pescarze, na których zdobyła brązowy medal w kumite kobiet (do 68 kg). Jeszcze w tym samym roku wzięła udział w World Games 2009, gdzie zdobyła złoty medal w kumite kobiet (pow. 60kg).

## Osiągnięcia
W swojej karierze zdobyła ponad 200 medali na zawodach krajowych i międzynarodowych.
| Rok  | Zawody                     | Organizator              | Miejsce    | Kategoria           | Wynik       | Źródło        |
| ---- | -------------------------- | ------------------------ | ---------- | ------------------- | ----------- | ------------- |
| 2005 | Igrzyska Śródziemnomorskie |                          | Almeria    | kumite kobiet -65kg | I miejsce   | [ 5 ]         |
| 2006 | World Championship         | WKF                      | Tampere    | kumite kobiet +60kg | V miejsce   | [ 6 ]         |
| 2007 | European Championships     | EKF, Slovak Karate Union | Bratysława | kumite kobiet +60kg | II miejsce  | [ 7 ]         |
| 2007 | Bohemia Cup                | ČSKe                     | Brno       | kumite kobiet OPEN  | II miejsce  | [ 8 ]         |
| 2007 | Podgorica Open             |                          | Podgorica  | kumite kobiet +60kg | Mistrzostwo | [ 9 ]         |
| 2008 | European Championship      | EKF                      | Tallinn    | kumite kobiet +60kg | II miejsce  | [ 10 ] [ 11 ] |
| 2009 | Igrzyska Śródziemnomorskie |                          | Pescara    | kumite kobiet -68kg | III miejsce | [ 12 ]        |
| 2009 | World Games                | IWGA                     | Kaohsiung  | kumite kobiet +60kg | Mistrzostwo | [ 13 ] [ 4 ]  |

## Tytuły
- Najlepsza sportsmenka kantonu sarajewskiego (2006[14])
- Najlepsza juniorka Bośni i Hercegowiny według SSBiH (2005[15])
- Sportmenka roku Bośni i Hercegowiny według SSBiH (2008[16])
- Sportsmenka roku Bośni i Hercegowiny według Nezavisne novine (2007[17])